# Anglická národní opera

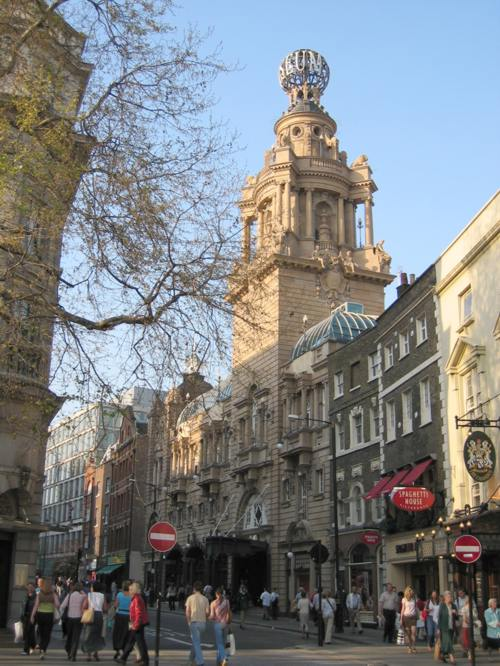
Londýnské Coliseum, sídlo Anglické národní opery

Anglická národní opera (English National Opera, ENO) je operní společnost se sídlem v londýnském Coliseu. Společně s Královskou operou je hlavním londýnským operním celkem. Představení ENO jsou převážně v angličtině.
Počátky Anglické národní opery bychom hledali na konci 19. století, kdy filantropka Emma Cons, později ve spolupráci se svou neteří Lilian Baylis, začala pořádat divadelní a operní představení v Old Vic, drsné části Londýna, ve prospěch místních lidí. Z těchto začátků vybudovala Bailis operní a činoherní soubor, později se přidal i balet. Z těchto souborů vznikly dnešní Anglická národní opera, Královské národní divadlo (Royal National Theatre) a Královský balet (The Royal Ballet).
Později se tato společnost přestěhoval z nevhodných prostor na Old Vic do většího divadla Sadler's Wells na severu Londýna, které Bailis koupila a přestavěla. Zde Anglická národní opera působila až do roku 1930, ale během druhé  světové války bylo divadlo uzavřeno. Po válce bylo opět otevřeno a roku 1974 přijalo své současné jméno. Mezitím, roku 1968, se společnost opět přestěhovala, a to do londýnského Colisea, kde sídlí dodnes.
Mezi osobnosti Anglické národní opery patřili Colin Davis, Reginald Goodall, Charles Mackerras, Mark Elder nebo Edward Gardner.